# Caneva
Caneva is een gemeente in de Italiaanse provincie Pordenone (regio Friuli-Venezia Giulia) en telt 6374 inwoners (31-12-2004). De oppervlakte bedraagt 42,0 km², de bevolkingsdichtheid is 154 inwoners per km².

## Demografie
Caneva telt ongeveer 2430 huishoudens. Het aantal inwoners steeg in de periode 1991-2001 met 1,7% volgens cijfers uit de tienjaarlijkse volkstellingen van ISTAT.
| Jaar | Inwoneraantal |
| ---- | ------------- |
| 1991 | 6218          |
| 2001 | 6329          |

## Geografie
Caneva grenst aan de volgende gemeenten: Cordignano (TV), Fontanafredda, Fregona (TV), Polcenigo, Sacile, Sarmede (TV), Tambre (BL).